# 對921大地震的反應和援助
921大地震發生後震驚全球，世界大部分國家均表示關注，並捐款賑災。時任外交部長的胡志強表示在4日內即有多達83國政府透過各種管道，向中華民國政府及台灣民眾表達關切與慰問。另據內政部消防署統計，共有20國家、38個國外緊急搜救隊（包括兩個醫療團體）共728人與103隻搜救犬抵達台灣協助救難工作。消防署指出，協助救援的國際搜救隊，多曾參與世界各國大地震的搶救工作，具有豐富的現場救災經驗，並且攜帶多項先進的搜救儀器，對於災區建物安全的監控、先期救災現場的勘查與資料蒐集、指揮系統的建立、人員布置與安全的維護及救災、醫療觀念的建立等，頗有助益。各國紅十字會共捐助台灣近16億元，來自日本紅十字會的捐款占了八成。
地震救災期間，許多國家派遣搜救隊與救難犬到台灣，抵台後分別派駐在不同災難現場，以大樓倒塌現場為主。先進的搜索救難工具、訓練有素的救難犬，以及專業的救難態度博得台灣人民的敬佩。共有來自21個國家的38支救援隊伍投入到了賑災工作。
派出救難隊的國際組織、國家與地區有：聯合國（6名）、日本（145名）、美國（94名）、俄羅斯（73名）、瑞士（40名）、新加坡（39名）、土耳其（36名）、西班牙（28名）、德國（21名）、韓國（16名）、香港（16名）、奧地利（10名）、泰國（9名）、墨西哥（8名）、捷克（6名）、英國（6名）、澳大利亞（5名）、加拿大（2名）、法國、斯洛伐克、匈牙利等。其中在地震當天最先到達台灣的是美國、新加坡與日本救援團。除了上述國家救援隊直接深入災區現場救災外，包括以色列、馬來西亞、瑞典、約旦等各國政府或民間紛紛以各種管道捐款、贈送醫藥或物資協助賑災，其中以色列駐華代表顧特曼（Uri Gutman）代表以色列政府捐贈二點五噸救濟品給地震災民使用，約旦皇家空軍（Jordanian Royal Air Force）運輸機運送十四點六噸的物資於10月3日到達台灣，馬來西亞駐華代表穆罕默德（Mohammed Yusof）代表馬國政府捐贈十萬美元的藥品，加拿大駐台貿易辦事處處長馬大維（David Mulroney）代表加拿大政府捐贈加幣五萬元給慈濟基金會，並由主管亞太事務政務次長陳卓愉（Raymond Chan）率領醫療團抵台救災，而俄羅斯更運來一船的原木。其中援助國之二的日本、韓國，其實也是環太平洋火山帶的國家之一，也時常發生地震或是因颱風造成山崩地毀，造成人民死傷，對於震災和風災具有豐富的救難經驗。在日後的納莉颱風和莫拉克颱風（八八水災）等天災，日韓兩國皆有相關人員抵達台灣協助救災。

## 美國
時任美國總統比爾·柯林頓在地震當天透過白宮新聞室發表聲明，對台灣大地震造成的傷亡表示哀悼說：「我們懸念遭到損失和可能仍需要協助的所有人士」，也直接與中華民國政府連繫，以確定可能需要美國提供何種援助。在聯邦國際開發署（U.S. Agency for International Development, USAID）與所屬國際災難救援辦公室（Office of Foreign Disaster Assistance, OFDA）等單位的先遣人員（包括坑陷、安全和後勤方面的專家）前往台灣後，德拉瓦州救難團共計八十五人（含三輛救難專車、先進的電子搜索器材、卅噸的藥品等物資及四隻受過專業訓練的救難犬）搭乘兩架美國空軍C-5B銀河式運輸機於二十二日抵達台中清泉崗基地，是國際救援隊中最先抵達台灣者。維吉尼亞州費爾法克斯郡消防救難局與佛羅里達州邁阿密—達德郡的七十名救難專家也飛往台灣參加救難工作。來自美國維吉尼亞州費爾法克斯郡的緊急救難隊成員包括工程師、護士、救難專家與消防專業人士，設備齊全，機動性強，他們於9月22日下午四點抵達雲林縣消防局，聽取簡報後馬上趕抵斗六市中山國寶大樓與觀邸大樓兩棟倒塌大樓現場進行搜救。奧勒岡州各界與震災相關單位（包括政府與民間團體的工程師、技術專家，及私人營造單位）則組成兩支志願隊伍：一支為協助台灣做長期性的永續經營土地使用規劃，另一支為受震災影響房屋提供審查與檢定的技術支援小組。經由俄州在台辦事處的聯絡與亟需技術支援的單位取得聯繫，為台灣提供救災援助。高雄市的結盟姊妹市波特蘭市亦展開募款，將募得款項交由高雄市轉予受災單位。
美國陸軍工兵部隊則在美國在台協會安排下派遣水壩工程專家勘察嚴重受損的石岡壩，研究修復方案。美國在台協會台北辦事處處長薄瑞光代表美國捐款二萬五千美元，由台灣紅十字會代表接收，美國另捐有一千五百個裝屍袋等物資。此外，旅美台灣僑胞與民間團體亦踴躍捐輸。
1999年9月28日，美國前總統老布希第三子尼爾·布希（Neil Bush）抵台，代表美國愛心基金會捐贈1.6噸的醫療用品。

## 香港
1999年9月23日，香港消防處派出16名救災專家抵台，協助921地震救災；10月14日，行政院院長蕭萬長接見香港各界抵台致贈捐款代表團成員，並接受賑災捐款的5,600萬港幣支票。此外，香港演藝界以香港演藝人協會於921大地震後在澳門回歸大事前兩個月率先發起「香港演藝界921傳心傳意大行動」，為地震災民籌募重建費用，在紅磡香港體育館舉行義演，又在舞台上繫上黃絲帶，表示希望及支持。當晚有超過250位中、港、台藝人如梅艷芳、劉德華、張學友、郭富城、鄭秀文、周星馳、林心如、任賢齊、趙薇等參與義演。以城市計算，香港亦是捐獻最多的城市，共籌得港幣1,600多萬元。9月23日，香港保釣行動委員會亦為台灣舉行街頭賑災運動。
「香港演藝界921傳心傳意大行動」的主題曲為《這城市有愛》是一首周華健的舊作品，同樣也是演藝人協會附屬921基金會會歌，最初是收錄於他1989年的專輯《最真的夢》，當時被選為當年度台灣區運動會主題曲，又在1990年時獲得第二屆金曲獎年度最佳單曲獎。此曲經香港作詞人周禮茂重新填詞後，加上倫永亮的編曲後，由多名香港歌手合唱，包括：梅艷芳、張國榮、張學友、劉德華、郭富城、鄭秀文、許志安、陳潔靈、李蕙敏、趙學而、陳曉東、陳慧琳、容祖兒等30多位歌手，當中還包括專程回香港參與錄音工作的周華健。

## 聯合國
設於日內瓦的聯合國人道事務協調廳（UNOCHA）得知台灣地震後，主動與中華民國駐日內瓦辦事處，表示願意提供援助，並敦促聯合國災難評估協調單位到台灣，隨時向全世界發布災情。該署也派奧地利籍團長慕勒率其他五位團員抵台勘災，二十二日抵台後即前往救災中心聽取簡報。

## 日本
日本所派遣的搜救隊是抵台之國際援助隊中人數最多的一支，也是日本史上援助海外的隊伍中規模最大的一次。日本外務省表示，日本派往台灣的包括協助搶救、警戒、消防和海上保安廳與救濟團體的人員。集集大地震發生4小時之後，日本負責單位即向警察廳、消防廳和海上保安廳要求派遣援助人員，9月21日中午已在東京羽田機場待命，並於當天下午和晚上抵達。。時任首相小淵惠三並代表日本人民對災民表達慰問。穿著橘色制服的日本救難隊抵台後，帶著穿著鞋的警犬與高科技裝備，在南投縣中寮鄉等地逐屋搜尋生還者。在地震發生當晚，由日本警察及消防為主力的日本國際緊急援助隊小組約70人先行抵達臺北，立即趕往臺北市東星大樓和新莊市博士的家兩處災變現場；9月22日又趕來第二批35名救難隊員。日本搜救隊也在第一時間加入東勢鎮「東勢王朝」社區大樓的救災行列協助搶救。
依中華民國紅十字會網站公告，日本赤十字社（紅十字會）總會接受日本民眾捐款協助台灣辦理921賑災，是捐款額度最高的姊妹國紅十字會。該會捐助聯合會台灣921專案經費達瑞士法郎4,568萬1,873元，折合約新台幣12億零187萬元，供聯合會協助台灣各項賑災相關活動。來自日本民眾的捐款佔捐款總數約6成。
1999年10月7日，日本參議員矢野哲朗代表日本政府及民間捐贈臨時住宅及救助金等物資給台灣；10月11日，日本甲西．石部扶輪社社長大隅三郎到內政部拜訪內政部長黃主文，捐贈地震賑災款項。
另外，日本亞非環境協力中心將募集到由日本民眾捐贈並經過整理的舊衣共計九百箱、重達一萬二千公斤的衣服，委託中華民國紅十字會轉贈給台中縣九二一地震災民，希望能幫助災民度過寒冬。

## 俄羅斯
俄羅斯政府派遣緊急救援小組70人，搭乘另有10名機員的軍用伊留申76專機運送重型車3輛和30噸搜救裝備於9月22日下午抵達台中清泉崗基地協助救災，一降落之後馬上趕往東勢鎮東勢王朝大樓的倒塌現場，這是有史以來首度有俄國軍機降落台灣。而俄羅斯救難隊一行共計83人，實際投入救援工作的有73人。

## 土耳其
土耳其搜救隊（AKUT）於9月22日（約震後50小時）飛抵台灣協助救難工作；是最早往台灣出發的國際救難隊。921大地震前一個月的1999年8月17日，土耳其西北部甫發生大地震造成土耳其嚴重傷亡，台灣慈濟發起募款援助。九二一地震發生後，土耳其搜救隊（AKUT）9月23日凌晨四時五十分，土耳其救援團隊與德國搜救隊和消防局救難人員在彰化縣員林鎮龍邦富貴名門大樓，救出當地受困民眾。9月25日，土耳其報紙Zaman於頭版頭條介紹台灣人在土耳其的人道救援情況。標題為「心繫台灣，身在土耳其，真正的人道救援」。報導中提到「台灣志工們，雖然他們的國家遭受毀滅性大地震，卻沒有中止在土耳其的救援工作，並沒有回國，因為是真心要幫助我們」。

## 新加坡
新加坡政府派遣的38人救援團，於921當晚乘兩架C-130運輸機抵清泉崗機場。

## 韓國

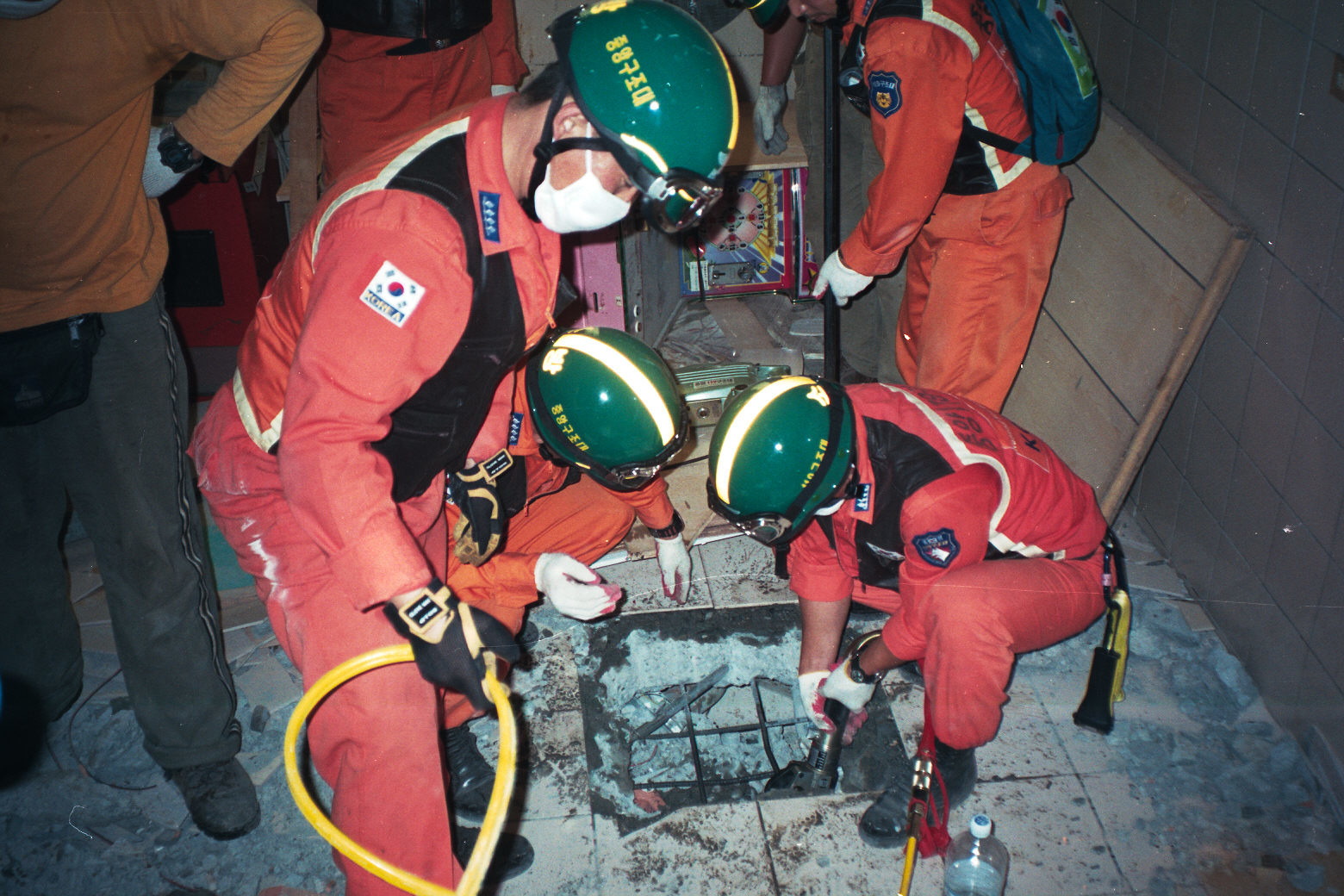
韓國官方的中央119救助本部派員參與1999年921大地震救災工作

韓國派出一支16人編制的國家級救援隊抵台灣，其中在大地震後第四天9月24日於大里市倒塌的「台中王朝」大樓廢墟中，經瑞士救難隊重新探測發現生命跡象，於是努力挖掘，終於在傍晚由救難隊長崔珍鍾救出受困長達87小時的6歲男孩張景閎，全國電視台並且實況轉播這段畫面。此外，韓國亦派出具官方色彩的國籍航空大韓航空貨機載運30噸的賑災物資於10月1日抵達中正機場（今桃園國際機場），此為中華民國與韓國於1992年斷交及斷航七年後第一班飛抵台灣的韓國飛機。

## 德國
總理施羅德對災民及家屬表達最深沉的哀悼。德國紅十字會救難協會成員11人，22日帶著7隻受過專業訓練的救難犬，以及1,500公斤的各式器材抵台，救難犬經過緊急檢疫通關後，立刻投入救災。另有德國殯儀協會專家團15人抵台協助台中市。

## 墨西哥
於1985年發生墨西哥大地震時、曾經前往20多個國家救災的「墨西哥地鼠隊」，受到宏碁電腦拉丁美洲分公司聘請，派出8位搜救人員抵台與台灣救難人員合作，至地震災區集集鎮從瓦礫堆及縫隙中尋找可能的生還者，也至臺北縣新莊市「博士的家」大樓坍塌現場深入廢墟使挖掘工作明顯加快，他們也從谷關入山尋找深入中橫公路沿線上尋找是否還有生還者，墨西哥地鼠隊雖然沒有生命探測器等高科技儀器，也沒有導引犬等裝備，有的只是一些鎚子、繩索、鉤子等簡單工具，但由於墨西哥的地鼠隊抵台救災時就像土撥鼠一樣，任勞任怨鑽進最危險的地方，加上經驗老到，救災期間工作態度最受肯定，國軍稱讚他們是支最務實的國外團隊。

## 瑞典
瑞典捐贈價值5,000萬台幣物資，這些重達80噸物資包括354個20人大帳篷、1,485個睡袋及1萬條毛毯。瑞典政府並派遣國會議員培爾松及救難服務局官員卡爾森抵台點交。

## 歐洲聯盟
歐洲聯盟撥款50萬歐元援助台灣，約52萬6千美元。